# مودو سووي
مودو سووي (بالإنجليزية: Modou Sowe)‏، من مواليد 25 نوفمبر 1963، حكم كرة قدم غامبي دولي.
حكم في كأس الأمم الأفريقية لكرة القدم 2004 وكأس الأمم الأفريقية لكرة القدم 2006 وكأس الأمم الأفريقية لكرة القدم 2008.

## روابط خارجية
- مودو سووي على موقع Soccerway.com (الإنجليزية)